# Eresina
Eresina là một chi bướm ngày thuộc họ Lycaenidae.